# Neutrois

Bandeira neutrois

Neutrois ou neutre é uma identidade de gênero caracterizada pela neutralidade de gênero. O gênero neutro traduz-se, muitas vezes, como indiferença perante o gênero ou ainda a falta dele (nulidade), como na ageneridade. O termo é muito usado por quem sente disforia de gênero e deseja ou planeja transição médica ou social para ter uma aparência mais neutra ou andrógina, removendo marcadores de gênero que sejam associados a feminilidade ou masculinidade.

## História e uso do termo

Símbolo do gênero (⚲)

Em 1995 H. A. Burnham criou a palavra "neutrois" para designar um gênero não-binário ou terceiro-género, mediante uma junção léxica de neutre ('neutro' em francês) e trois ('três' em francês). Em fevereiro de 2014 o Facebook apresentou Neutrois como uma das 50 opções identitárias disponíveis.
O termo também é usado como uma forma de transexualidade e altersexualidade (ou altersexo), especialmente quando se denota transneutre (transneutra ou transneutro, transneutralidade caso a pessoa não use a linguagem neutra), FtN/F2N/FtNB/F2NB (fêmea ou feminino para neutro ou não-binário, female to neutrois/nonbinary, em referência a FtM/F2M) e MtN/M2N/MtNB/M2NB (macho ou masculina para neutra ou não-binária, male to neutrois/non-binary, em alusão a MtF/M2F), passando assim por uma terapia hormonal ou cirurgia de redesignação de sexo para ficar "neutre" ou nullo.
Há também a conceitualização (ou concepção) matemática e linguística, no sistema espectral chamado leptrois, onde neutrois se contrasta a positividade e a negatividade, adicionalmente a ambivalência, sendo neutrois representado pelo zero, num plano cartesiano, como o centro de equilíbrio ou balança entre todos os gêneros.